# Bouderbala
Bouderbala (em árabe: بودربالة) é uma cidade e comuna localizada na província de Bouira, Argélia. Segundo o censo de 2008, a população total da cidade era de 17 589 habitantes.